# Tatort: Bienzle und der Biedermann
Bienzle und der Biedermann ist eine Folge der Krimireihe Tatort. Die Erstausstrahlung des vom Süddeutschen Rundfunk produzierten Beitrags fand am 6. Dezember 1992 im Ersten Deutschen Fernsehen statt. Es ist die 266. Episode der Filmreihe und die erste mit dem Stuttgarter Kommissar Ernst Bienzle, welcher hier in einem Fall von Wirtschaftskriminalität ermittelt.

## Hintergrund und Roman
Der erste Roman mit Ernst Bienzle wurde 1976 von Felix Huby veröffentlicht. Bienzle und der Biedermann basierte allerdings auf einem Originaldrehbuch. Erst 1994 erschien der Roman zum Film unter demselben Titel im Verlag rororo. Eine Neuauflage erschien später im Rahmen der Tatort-Autorenreihe bei Weltbild und 2008 bei Fischer.
Über Dietz-Werner Stecks Adaption der Romanfigur schrieb Huby später:

„Steck war kleiner, schmaler, zierlicher als er mir dort erschienen war. Und er hatte auf Anhieb gar nicht so viel von dem Bienzle in meinen Romanen, der für mich immer auch so etwas wie mein Alter Ego war. Es blieb nicht lange so. Die Figur des Ernst Bienzle veränderte sich fast unmerklich. Der Romanbienzle und der Fernsehbienzle näherten sich behutsam an und verschmolzen irgendwann miteinander.“

## Handlung
Ernst Bienzle ermittelt gegen Dr. Joachim Dreher, einen Anwalt für Wirtschaftsrecht, den er verdächtigt, Betrug beim Export von subventioniertem Fleisch nach Osteuropa zu begehen, indem er das ungenießbare Fleisch mit gefälschten Papieren wieder importiert. Bei der Kontrolle eines von Drehers LKWs erschießt Bienzles Kollege Gächter einen der Fahrer, als dieser eine Waffe zieht. Der andere Fahrer kann im Lastwagen flüchten.
Nachdem Bienzle Dreher einen Besuch in dessen Büro abgestattet hat, trifft er seinen alten Jugendfreund Paul Stricker, einen Fleischfabrikanten, nicht wissend, dass dieser in Drehers Machenschaften verwickelt ist. Stricker lädt Bienzle zu seinem jährlichen Reh-Essen, einer Großveranstaltung mit Vertretern aus Wirtschaft und Politik, ein. Anschließend hat Stricker einen Termin bei Dreher. Dieser stellt ihm eine Rechnung über 160.000 DM dafür, dass er im Ministerium Strickers Subventionsanträge durchgesetzt habe. Als Stricker sich weigert, den Betrag zu zahlen, gibt Dreher, der ein Verhältnis mit dessen Tochter Cordula hat, ihm zu verstehen, dass er ihn mit Informationen aus seinem Privatleben erpressen könne.
Strickers Doppelleben offenbart sich bei einem Besuch in einem Dominastudio. Er weiß nicht, dass seine Tochter dort ihr Geld verdient. Als sie ihren Vater erkennt, läuft sie davon. Die beiden sehen einander nicht wieder vor dem großen Reh-Essen, zu dem auch Bienzle mit seiner Lebensgefährtin Hannelore erscheint. Er hat den Verdacht, dass Stricker in kriminelle Machenschaften verwickelt ist und stellt ihn zur Rede, bekommt aber keine Auskunft. Cordula offenbart ihr Geheimnis, indem sie in ihrer Domina-Kluft auf dem Fest erscheint. Sie erfährt, dass Dreher ihren Vater erpresst und gibt ihm zu verstehen, dass sie nichts mehr von ihm wissen wolle. Zudem stellt sich heraus, dass Dreher dem Ministerialrat Bossle Geld schuldig ist, woraufhin er Strickers Ehefrau Ingrid angreift und zu erpressen versucht. Als Stricker dies bemerkt, greift er zu einem Jagdgewehr und erschießt Dreher.

## Rezeption
„Clevere Schnitzeljagd im Schwabenländle“

## Zuschauerzahlen
Die Premiere des Films hatte 11,14 Millionen Zuschauer im deutschen Fernsehen. Er gehört damit zu den meistgesehenen Tatort-Folgen der 1990er und 2000er Jahre. Es handelt sich zudem um den Bienzle-Tatort mit den zweitmeisten Zuschauern nach der zweiten Episode der Reihe, Bienzle und die schöne Lau.

## Sonstiges
- Dieter Eppler, der im Film Bossle verkörperte, hatte in den 1980er Jahren in der Hörspielreihe den Kommissar Bienzle gesprochen.[3]